# Speed 2: Cruise Control
Speed 2: Cruise Control (bra: Velocidade Máxima 2; prt: Speed 2: Perigo a Bordo ou Speed 2 - Perigo a Bordo) é o segundo e último filme estadunidense de 1997 realizado por Jan de Bont. A recepção crítica do filme foi negativa. A atuação, a história e os personagens atraíram a maior crítica, bem como o cenário do filme em um navio de cruzeiro de movimento lento, que era muito menos emocionante do que a velocidade em um ônibus rápido. O filme também foi uma decepção financeira, ganhando US$ 164 milhões em todo o mundo contra um orçamento de US$ 110 milhões. Foi nomeado para oito Framboesa de Ouro, e ganhou o prêmio de pior refilmagem ou sequência.
Sandra Bullock chegou afirmar em entrevistas após a estreia do filme que um dos seus maiores arrependimentos foi ter gravado esse filme, segundo a própria atriz, o roteiro não faz sentido nenhum, que nunca conheceu um fã do filme e que nunca sequer a obra passou por uma reavaliação crítica.

## Elenco
- Sandra Bullock (Annie Porter)
- Jason Patric (Alex Shaw)
- Willem Dafoe (John Geiger)
- Temuera Morrison (Juliano)
- Brian McCardie (Merced)
- Christine Firkins (Drew)
- Michael G. Hagerty (Harvey)
- Colleen Camp (Debbie)
- Lois Chiles (Celeste)
- Francis Guinan (Rupert)
- Enrique Murciano (Alejandro)
- Glenn Plummer (Maurice)
- Carlinhos Brown
- Banda UB40

## Recepção
O filme foi geralmente mal recebido pela crítica profissional. No Rotten Tomatoes a pontuação é de 3/100 baseada em 63 avaliações. Na resenha principal destaca que o filme está "muito aquém do seu antecessor, graças ao diálogo risível, caracterização fina, os dispositivos de enredo sem surpresa familiares e sequências de ação que não conseguem gerar qualquer emoção". Roger Ebert foi mais elogioso em sua revisão, avaliando o filme com 3/4 estrelas, escreveu: "Vou observar, no entanto, que não é todos os dias (a menos que você viva em Nova Orleans) que você começa a ver um navio batendo em um cais. As sequências de efeitos especiais no filme são de primeira categoria, especialmente aquela. Sei que algumas das casas em terra eram modelos e que todos os tipos de técnicas de fantasia foram usadas, mas o progresso do navio, como esmaga cais e condomínios, restaurantes e caminhões e carros, parece surpreendentemente reais."